# گیلمور (کشتی ساخت ۱۸۲۴)
گیلمور (کشتی ساخت ۱۸۲۴) (به انگلیسی: Gilmore (1824 ship)) یک کشتی است. این کشتی در سال ۱۸۲۴ ساخته شد.